# Kiowa (Colorado)
Pour les articles homonymes, voir Kiowa (homonymie).
La ville de Kiowa est le siège du comté d'Elbert, situé dans le Colorado, aux États-Unis.
Selon le recensement de 2010, Kiowa compte 723 habitants. La municipalité s'étend sur 0,89 milles carrés (2,31 km2).
Le nom de la ville fait référence au peuple amérindien des Kiowas.

## Démographie
| 1920 | 1930 | 1940 | 1950 | 1960 | 1970 |
| ---- | ---- | ---- | ---- | ---- | ---- |
| 148  | 185  | 195  | 173  | 195  | 235  |

| 1980 | 1990 | 2000 | 2010 | - | - |
| ---- | ---- | ---- | ---- | - | - |
| 206  | 275  | 581  | 723  | - | - |